# Potamotrygon castexi

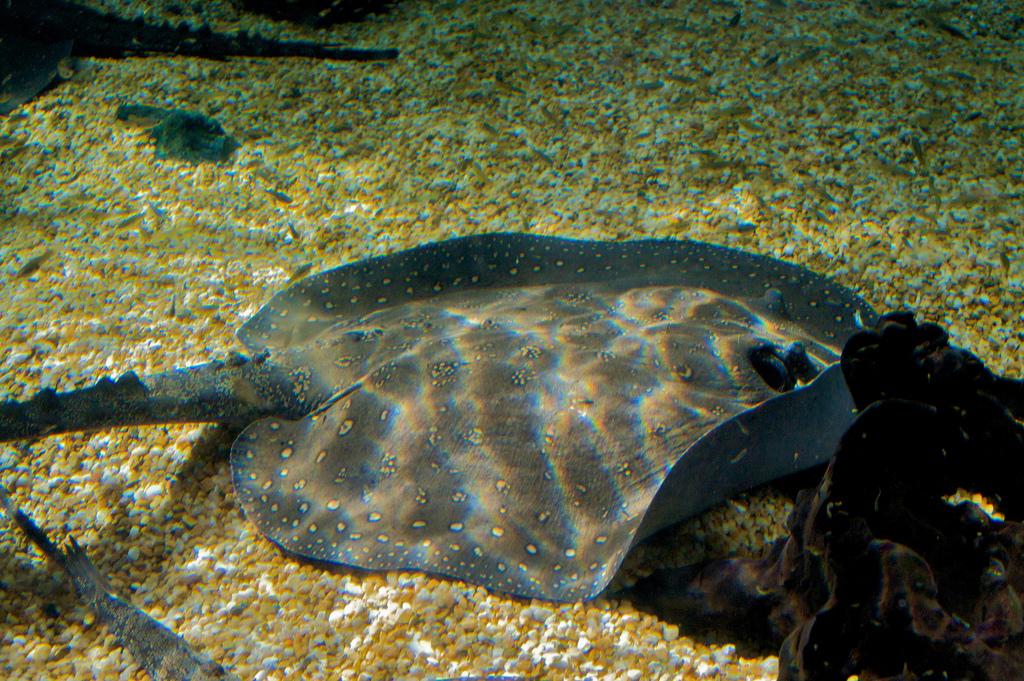
Potamotrygon castexi al zoo Nacional de Washington D.C.

Potamotrygon castexi és una espècie de peix pertanyent a la família dels potamotrigònids.

## Descripció
- Fa 60 cm de llargària màxima.[5]

## Hàbitat
És un peix d'aigua dolça, bentopelàgic i de clima tropical.

## Distribució geogràfica
Es troba a Sud-amèrica: conca superior del riu Amazones (els rius Guaporé, Beni, Solimões i Marañón) i conques dels rius Paranà i Paraguai.

## Estat de conservació
Els impactes ambientals (incloent-hi la pèrdua i degradació del seu hàbitat a causa del desenvolupament d'infraestructures), les activitats agrícoles i la contaminació de l'aigua causada per l'abocament de deixalles agrícoles als rius semblen ésser les seues principals amenaces.

## Observacions
És inofensiu per als humans.